# When the Rain Begins to Fall
"When the Rain Begins to Fall" is een single van Jermaine Jackson en Pia Zadora, die op 15 oktober 1984 wereldwijd werd uitgebracht. Het nummer werd gebruikt in de film Voyage of the Rock Aliens, waar zangeres Pia Zadora een hoofdrol in speelde. "When the Rain Begins to Fall" werd geschreven door  Peggy March, Michael Bradley en Steve Wittmack.
Het nummer is door verschillende artiesten gecoverd.

## Achtergrond
De plaat werd in een aantal landen een (radio)hit en bereikte in de VS de 54e positie in de Billboard Hot 100. In Canada werd de 42e positie bereikt, Australië de 63e, Nieuw-Zeeland de 15e, Verenigd Koninkrijk de 68e positie in de UK Singles Chart, Frankrijk, Duitsland en Zwitserland zelfs de nummer 1 positie en Oostenrijk de 2e.
In Nederland werd de plaat in het najaar van 1984 veel gedraaid op Hilversum 3 en werd een gigantische hit in de destijds drie landelijke hitlijsten op de nationale publieke popzender. De plaat bereikte de nummer 1 positie in zowel de Nederlandse Top 40, Nationale Hitparade en de TROS Top 50. In de Europese hitlijst op Hilversum 3, de TROS Europarade, werd de 2e positie behaald.
In België bereikte de plaat de nummer 1 positie in zowel de voorloper van de Vlaamse Ultratop 50 als de Vlaamse Radio 2 Top 30.

## Hitnoteringen

### Nederlandse Top 40
| Hitnotering: 20-10-1984 t/m 02-02-1985 | Hitnotering: 20-10-1984 t/m 02-02-1985 | Hitnotering: 20-10-1984 t/m 02-02-1985 | Hitnotering: 20-10-1984 t/m 02-02-1985 | Hitnotering: 20-10-1984 t/m 02-02-1985 | Hitnotering: 20-10-1984 t/m 02-02-1985 | Hitnotering: 20-10-1984 t/m 02-02-1985 | Hitnotering: 20-10-1984 t/m 02-02-1985 | Hitnotering: 20-10-1984 t/m 02-02-1985 | Hitnotering: 20-10-1984 t/m 02-02-1985 | Hitnotering: 20-10-1984 t/m 02-02-1985 | Hitnotering: 20-10-1984 t/m 02-02-1985 | Hitnotering: 20-10-1984 t/m 02-02-1985 | Hitnotering: 20-10-1984 t/m 02-02-1985 | Hitnotering: 20-10-1984 t/m 02-02-1985 | Hitnotering: 20-10-1984 t/m 02-02-1985 | Hitnotering: 20-10-1984 t/m 02-02-1985 |
| Week                                   | 1                                      | 2                                      | 3                                      | 4                                      | 5                                      | 6                                      | 7                                      | 8                                      | 9                                      | 10                                     | 11                                     | 12                                     | 13                                     | 14                                     | 15                                     |                                        |
| -------------------------------------- | -------------------------------------- | -------------------------------------- | -------------------------------------- | -------------------------------------- | -------------------------------------- | -------------------------------------- | -------------------------------------- | -------------------------------------- | -------------------------------------- | -------------------------------------- | -------------------------------------- | -------------------------------------- | -------------------------------------- | -------------------------------------- | -------------------------------------- | -------------------------------------- |
| Nummer                                 | 36                                     | 17                                     | 9                                      | 6                                      | 3                                      | 2                                      | 1                                      | 1                                      | 1                                      | 1                                      | 3                                      | 4                                      | 7                                      | 18                                     | 25                                     | uit                                    |

### Nationale Hitparade
| Hitnotering: 27-10-1984 t/m 02-02-1985 | Hitnotering: 27-10-1984 t/m 02-02-1985 | Hitnotering: 27-10-1984 t/m 02-02-1985 | Hitnotering: 27-10-1984 t/m 02-02-1985 | Hitnotering: 27-10-1984 t/m 02-02-1985 | Hitnotering: 27-10-1984 t/m 02-02-1985 | Hitnotering: 27-10-1984 t/m 02-02-1985 | Hitnotering: 27-10-1984 t/m 02-02-1985 | Hitnotering: 27-10-1984 t/m 02-02-1985 | Hitnotering: 27-10-1984 t/m 02-02-1985 | Hitnotering: 27-10-1984 t/m 02-02-1985 | Hitnotering: 27-10-1984 t/m 02-02-1985 | Hitnotering: 27-10-1984 t/m 02-02-1985 | Hitnotering: 27-10-1984 t/m 02-02-1985 | Hitnotering: 27-10-1984 t/m 02-02-1985 | Hitnotering: 27-10-1984 t/m 02-02-1985 | Hitnotering: 27-10-1984 t/m 02-02-1985 |
| Week                                   | 1                                      | 2                                      | 3                                      | 4                                      | 5                                      | 6                                      | 7                                      | 8                                      | 9                                      | 10                                     | 11                                     | 12                                     | 13                                     | 14                                     | 15                                     |                                        |
| -------------------------------------- | -------------------------------------- | -------------------------------------- | -------------------------------------- | -------------------------------------- | -------------------------------------- | -------------------------------------- | -------------------------------------- | -------------------------------------- | -------------------------------------- | -------------------------------------- | -------------------------------------- | -------------------------------------- | -------------------------------------- | -------------------------------------- | -------------------------------------- | -------------------------------------- |
| Nummer                                 | 17                                     | 2                                      | 2                                      | 2                                      | 1                                      | 1                                      | 1                                      | 1                                      | 3                                      | 4                                      | 6                                      | 7                                      | 18                                     | 26                                     | 40                                     | uit                                    |

### TROS Top 50
Hitnotering: 18-10-1984 t/m 3101-1985. Hoogste notering: #1 (4 weken).

### TROS Europarade
Hitnotering: 21-12-1984 t/m 08-04-1985. Hoogste notering: #2 (3 weken).

### Vlaamse Ultratop 50
| Hitnotering: 20-10-1984 t/m 09-02-1985 | Hitnotering: 20-10-1984 t/m 09-02-1985 | Hitnotering: 20-10-1984 t/m 09-02-1985 | Hitnotering: 20-10-1984 t/m 09-02-1985 | Hitnotering: 20-10-1984 t/m 09-02-1985 | Hitnotering: 20-10-1984 t/m 09-02-1985 | Hitnotering: 20-10-1984 t/m 09-02-1985 | Hitnotering: 20-10-1984 t/m 09-02-1985 | Hitnotering: 20-10-1984 t/m 09-02-1985 | Hitnotering: 20-10-1984 t/m 09-02-1985 | Hitnotering: 20-10-1984 t/m 09-02-1985 | Hitnotering: 20-10-1984 t/m 09-02-1985 | Hitnotering: 20-10-1984 t/m 09-02-1985 | Hitnotering: 20-10-1984 t/m 09-02-1985 | Hitnotering: 20-10-1984 t/m 09-02-1985 | Hitnotering: 20-10-1984 t/m 09-02-1985 | Hitnotering: 20-10-1984 t/m 09-02-1985 | Hitnotering: 20-10-1984 t/m 09-02-1985 | Hitnotering: 20-10-1984 t/m 09-02-1985 |
| Week                                   | 1                                      | 2                                      | 3                                      | 4                                      | 5                                      | 6                                      | 7                                      | 8                                      | 9                                      | 10                                     | 11                                     | 12                                     | 13                                     | 14                                     | 15                                     | 16                                     | 17                                     |                                        |
| -------------------------------------- | -------------------------------------- | -------------------------------------- | -------------------------------------- | -------------------------------------- | -------------------------------------- | -------------------------------------- | -------------------------------------- | -------------------------------------- | -------------------------------------- | -------------------------------------- | -------------------------------------- | -------------------------------------- | -------------------------------------- | -------------------------------------- | -------------------------------------- | -------------------------------------- | -------------------------------------- | -------------------------------------- |
| Nummer                                 | 35                                     | 23                                     | 12                                     | 10                                     | 5                                      | 3                                      | 1                                      | 1                                      | 1                                      | 1                                      | 2                                      | 3                                      | 5                                      | 6                                      | 8                                      | 19                                     | 31                                     | uit                                    |

### NPO Radio 2 Top 2000
| Nummer met noteringen in de NPO Radio 2 Top 2000 | '99 | '00  | '01  | '02  | '03  | '04  | '05  |
| ------------------------------------------------ | --- | ---- | ---- | ---- | ---- | ---- | ---- |
| When the Rain Begins to Fall                     | 986 | 1408 | 1852 | 1676 | 1910 | 1987 | 1957 |

1. ↑  Een vetgedrukt getal geeft de hoogste notering aan.
2. ↑  Deze tabel is bijgewerkt tot en met de laatst bekende editie (2024).

## Pappa Bear featuring Van Der Toorn
In 1998 nam de Amerikaanse rapper Pappa Bear samen met de Nederlandse rapper Robert Jan van der Toorn het nummer op. Het werd een bescheiden succes.

### Hitnoteringen

#### Nederlandse Top 40
| Nummer | 28 | 16 | 15 | 19 | 32 | 38 | uit |

#### Mega Top 100
| Hitnotering: 02-05-1998 t/m 04-07-1998 | Hitnotering: 02-05-1998 t/m 04-07-1998 | Hitnotering: 02-05-1998 t/m 04-07-1998 | Hitnotering: 02-05-1998 t/m 04-07-1998 | Hitnotering: 02-05-1998 t/m 04-07-1998 | Hitnotering: 02-05-1998 t/m 04-07-1998 | Hitnotering: 02-05-1998 t/m 04-07-1998 | Hitnotering: 02-05-1998 t/m 04-07-1998 | Hitnotering: 02-05-1998 t/m 04-07-1998 | Hitnotering: 02-05-1998 t/m 04-07-1998 | Hitnotering: 02-05-1998 t/m 04-07-1998 | Hitnotering: 02-05-1998 t/m 04-07-1998 |
| Week                                   | 1                                      | 2                                      | 3                                      | 4                                      | 5                                      | 6                                      | 7                                      | 8                                      | 9                                      | 10                                     |                                        |
| -------------------------------------- | -------------------------------------- | -------------------------------------- | -------------------------------------- | -------------------------------------- | -------------------------------------- | -------------------------------------- | -------------------------------------- | -------------------------------------- | -------------------------------------- | -------------------------------------- | -------------------------------------- |
| Nummer                                 | 48                                     | 36                                     | 23                                     | 21                                     | 21                                     | 24                                     | 30                                     | 42                                     | 49                                     | 69                                     | uit                                    |